# Ренат
Рена́т (также Рина́т; от позднелат. Renatus — «вновь рождённый, возродившийся») —  русское новое мужское имя. В советское время ассоциировалось с сокращением слов «революция, наука, труд».
Имя на Северном Кавказе распространено в адыгейском, даргинском, лезгинских, кумыкском и осетинском языках. Также в форме Ренат/Ринат встречается среди башкирских и татарских имён.
Распространённое имя у казахов. 
Женское имя Рената также имеет два варианта происхождения, как и мужское. Производные формы: Ренатка, Рена, Реня, Ната. Имелись единичные случаи наречения этим именем в Вологде (1979 год) и Москве (1981 год).

## Именины
- Православные[1]: 7 сентября, 29 сентября.
- Католические[10]: 19 сентября, 26 сентября, 19 октября, 12 ноября, 1 декабря.

## Фамилия
- Ренат, Юхан Густав (1682—1744) — шведский военнослужащий и картограф.